# Shimamura Toshihiro
Pour les articles homonymes, voir Shimamura.
Shimamura Toshihiro est un nom japonais traditionnel ; le nom de famille (ou le nom d'école), Shimamura, précède donc le prénom (ou le nom d'artiste).
Shimamura Toshihiro (島村 俊廣, 12 avril 1912 - 21 juin 1991) était un joueur de go professionnel.

## Titres
| Titre            | Années                                         |
| ---------------- | ---------------------------------------------- |
| Titres nationaux | 12                                             |
| Oza              | 1957                                           |
| Tengen           | 1977                                           |
| Coupe NHK        | 1954                                           |
| Okan             | 1957, 1959, 1960, 1962, 1964, 1965, 1974, 1975 |
| Igo Senshuken    | 1965                                           |